# Полетаев, Анатолий Иванович
Анато́лий Ива́нович Полета́ев (род. 13 февраля 1936) — советский и российский баянист, дирижёр, композитор, педагог. Народный артист СССР (1991).

## Биография
Анатолий Полетаев родился 13 февраля 1936 года (по другим источникам — 6 декабря 1935 года) в Воронеже. Отец - Полетаев Иван Иванович (родился в 1903 г., Ливенский уезд Орловской губернии , скончался в 1970 г., ст.Лихая Ростовской области). Мать - Полетаева (Вербоноль) Дарья Герасимовна (родилась в 1914 г. в станице Чернышевская Донецкого округа области Войска Донского, скончалась в 1984 году в Москве).
Окончил в Воронеже музыкальные школу и училище, в 1959 году — Музыкально-педагогический институт им. Гнесиных (ныне Российская академия музыки имени Гнесиных в Москве по классу баяна и дирижирования у Н. Я. Чайкина и в 1967 году завершил своё образование в аспирантуре Нижегородской консерватории также у Н. Я. Чайкина. Своим дипломным рефератом Полетаев фактически ввел и теоретически обосновал пятипальцевую аппликатуру игры на баяне.
С 1955 года — артист Москонцерта, гастролировал по городам Советского Союза и за рубежом как солист-баянист. Ведущий преподаватель по классу баяна в России, композитор, профессор Николай Чайкин дал высокую оценку музыканту: «Анатолий Полетаев – один из наиболее ярких баянистов, Его эмоционально насыщенная и темпераментная игра в сочетании с отличным виртуозным блеском всегда увлекает слушателей». В репертуаре артиста – русская и зарубежная классика, произведения советских композиторов, народные песни. И в то же время «каждый номер программы Полетаева глубоко продуман, каждому отдана частичка души музыканта» – свидетельствовала газета «Советская культура».
В 1968 г. из небольшой группы музыкантов А. И. Полетаев создал русский оркестр, назвав его в честь легендарного сказителя Бояна. Основу репертуара оркестра составила русская классическая музыка. Оркестр был экспериментальный по своему характеру: народные инструменты были оснащены радио аппаратурой. Опыт оправдал себя. Балалайки, домры, гармоники, гусли приобрели новый колорит, объемность звучания, широчайший диапазон – от проникновенного пианиссимо до самого мощного форте. Относительно небольшой оркестр расширил не только свои исполнительские возможности, но и аудиторию. Сценой оркестру мог служить любой концертный зал, любая площадка под открытым небом, что было особенно важно в условиях пропаганды русской народно-инструментальной культуры по всей территории СССР на самых различных по технической оснащенности концертных площадках. В период утверждения «Бояна» как незаурядного творческого коллектива, музыкальная общественность, профессиональная критика и широкая публика удостоили оркестр своего признания. В дальнейшем «Боян» был увеличен по составу и соединил в себе два начала – традиционные народные инструменты России и инструменты симфонического оркестра: флейты, гобой, фагот, валторны, трубы, тромбон, литавры, скрипки, альты, виолончель и даже синтезатор. Эксперимент превзошёл все ожидания. В результате появился состав с уникальными тембрами и выразительными возможностями, по сути воплотилась идея малого русского симфонического оркестра с сохранением группы народных инструментов — именно такой состав в ряде стран является национальным оркестром. Коллектив приобрел необычайно красочную, разнообразную палитру и большой динамический диапазон. Такой оркестр не имеет аналогов ни в России, ни за рубежом. В концертах оркестра принимали участие знаменитые артисты : Народные артисты СССР Алексей Иванов, Дмитрий Гнатюк, Юрий Гуляев, Борис Штоколов, Александр Ведерников, Виргилиус Норейка, Анатолий Соловьяненко, Юрий Богатиков, Евгений Нестеренко и многие другие.
В 1968—1978 и с 1980 до 2018 — художественный руководитель и главный дирижёр основанного им Государственного академического русского концертного оркестра «Боян». В 1974 году в оркестре «Боян» появились две певицы — Надежда Бабкина и Любовь Сонникова, которые исполняли песни в программах оркестра. Эти номера позволили коллективу оркестра расширить репертуар, украсить его вокальными произведениями. Постепенно певческая группа выросла в ансамбль, который назвали "Русской песней". До 1978 года Полетаев А.И. был руководителем ансамбля "Русская песня". Позже этот коллектив начал самостоятельную творческую деятельность под руководством Надежды Бабкиной. А в оркестре родился новый коллектив - ансамбль «Веснянка» (с 1980).
В 1978—1979 годах — главный дирижёр Государственного академического русского народного оркестра им. Н. П. Осипова.
Анатолий Полетаев получил известность и как композитор. Его произведения входят в репертуар других известных исполнителей и коллективов. Анатолий Полетаев ведёт преподавательскую деятельность. В 1960—1962 годах преподавал в Музыкально-педагогическом институте им. Гнесиных. ПрофессорМосковского государственного университета культуры, является автором методических работ, членом жюри нескольких престижных конкурсов. Активная творческая деятельность Анатолия Полетаева была отмечена государственными орденами и медалями, а тажке общественными наградами. Так, Президиум Российской академии наук наградил Анатолия Полетаева медалью Вавилова «За большой вклад в дело просвещения и воспитания молодежи». За неоднократные выступления перед космонавтами он награжден медалью первого космонавта Земли. Почетная грамота Президиума Центрального Совета Всероссийского общества охраны памятников отмечает совсем уж необычную деятельность Анатолия Полетаева – организацию и участие в реставрации памятника архитектуры XVII века церкви Св. Власия, которая на долгие годы стала репетиционной базой и концертным залом оркестра.
Член жюри нескольких престижных конкурсов.
Член Союза композиторов России. Вице-президент Международной славянской академии. Действительный член Академии фундаментальных наук (Москва).
Автор книги «Пятипальцевая аппликатура на баяне. Правая аппликатура» (1962), методических работ, а также ряда статей. Составитель нотных сборников для готово-выборного баяна.
В марте 2022 года подписал обращение в поддержку военного вторжения России на Украину (2022).
Живёт в Москве. Овдовел в 1985 году. Имеет сына (1968), двух дочерей (1972 и 1974) и шесть внуков.

## Звания и награды
- Всесоюзный конкурс музыкантов-исполнителей в Москве (Золотая медаль, 1957)
- Международный конкурс VI Всемирного фестиваля молодежи и студентов в Москве (Золотая медаль, 1957)
- Международный конкурс аккордеонистов-баянистов «Дни гармоники» в Клингентале (ГДР, вторая премия, 1966)
- Международный конкурс молодежи и студентов в Берлине (лауреат, 1967)
- Медаль «В ознаменование 100-летия со дня рождения Владимира Ильича Ленина»(1970)
- Медаль «За трудовую доблесть» (1971)
- Заслуженный артист РСФСР (1974)[4]
- Лауреат премии Ленинского комсомола (1982)
- Народный артист РСФСР (1985)
- Медаль «Ветеран труда» (1986)
- Народный артист СССР (1991)
- Орден Почёта (1996)[5]
- Орден Святого благоверного князя Даниила Московского III степени (2001)
- Орден Дружбы (2002)
- Почётная медаль имени академика С. И. Вавилова (1993, РАН) «за выдающийся вклад в развитие русской культуры и просветительскую деятельность»
- Медаль Ю. А. Гагарина — за неоднократные выступления перед космонавтами
- Премия «Хрустальная роза Виктора Розова» (2008)
- Награда «Золотой Витязь» Международного кино — театрального форума в связи с 40-летием «Бояна» (2008)[1].
- Медаль «Вместе за одно!» (Движение «Народный Собор», 2011)[6]
- Орден «За обустройство земли Российской» (Международный Союз Благотворительных Организаций «Мир добра», 2012)[7].
- Национальная премия «Имперская культура» имени Эдуарда Володина (2021)[8]